# آندریا بوون
آندریا بوون (انگلیسی: Andrea Bowen؛ زاده ۴ مارس ۱۹۹۰) یک هنرپیشه اهل ایالات متحده آمریکا است. وی از سال ۱۹۹۶ میلادی تاکنون مشغول فعالیت بوده‌است.

## بخشی از فیلمشناسی
از فیلم‌ها یا برنامه‌های تلویزیونی که وی در آن نقش داشته‌است می‌توان به آثار زیر اشاره کرد.
- فاینال فانتزی ۷: ظهور کودکان (۲۰۰۶)
- بامبی ۲ (۲۰۰۶)
- شنل قرمزی (فیلم ۲۰۰۶) (۲۰۰۶)
- چشم دلفین (۲۰۰۶)
- جی‌بی‌اف (۲۰۱۳)
- پرسی جکسون و المپ‌نشینان: دریای هیولاها (فیلم) (۲۰۱۳)
- استوکر (فیلم) (۲۰۱۳)
- دیدبان سوم (۲۰۰۱)
- آرلیس (۲۰۰۲)
- کدبانوهای وامانده (۲۰۰۴–۲۰۱۲)
- پادشاه تپه (۲۰۰۶, ۲۰۰۷, ۲۰۰۹)
- هاوایی فایو-زیرو (۲۰۱۱)
- زندگی مخفی نوجوان آمریکایی (۲۰۱۲)
- رسوایی (مجموعه تلویزیونی) (۲۰۱۳)
- گربه کلاه‌به‌سر (فیلم) (۲۰۰۳)
- کینگدم هارتس ۳ (۲۰۲۰)